# لنز سیگما ۸میلی‌متر اف/۴ ئی‌ایکس دی‌جی
لنز سیگما ۸میلی‌متر اف/۴ ئی‌ایکس دی‌جی (به انگلیسی: Sigma 8mm f/4 EX DG lens) نام لنز دوربین عکاسی از نوع واید ثابت است که توسط شرکت سیگما تولید می‌شود. فاصلهٔ کانونی این لنز ۸ میلی‌متر، دیافراگم آن دارای ۵ تیغه و ضریب اف آن است. این لنز در 2006 میلادی تولید و عرضه شده‌است.